# روميو ساكتشيتي
روميو ساكتشيتي (بالإيطالية: Romeo Sacchetti)‏ مواليد 20 أغسطس 1953 في ألتامورا، إيطاليا، هو لاعب كرة سلة إيطالي تحول إلى التدريب بعد الاعتزال بدأ مسيرته الاحترافية في سنة 1973 يدرب فريق دينامو باسكت ساساري. يبلغ طوله 6 قدم 6.5 بوصة (2.0 م). مثّل منتخب بلاده. شارك في مسابقة كرة السلة في الألعاب الأولمبية الصيفية. اعتزل اللعب في 1992.

## فرق لعب لها
- بالاكانسترو فاريزي

## الميداليات
| الميدالية | المسابقة                         |
| --------- | -------------------------------- |
| فضية      | الألعاب الأولمبية الصيفية 1980   |
| ذهبية     | بطولة أمم أوروبا لكرة السلة 1983 |
| برونزية   | بطولة أمم أوروبا لكرة السلة 1985 |

## روابط خارجية
- روميو ساكتشيتي على موقع الاتحاد الدولي لكرة السلة (الإنجليزية)
- روميو ساكتشيتي على موقع ريلجم (الإنجليزية)
- روميو ساكتشيتي على موقع بروبوليرز (الإنجليزية)
- روميو ساكتشيتي على موقع سبورتس رفرنس (الإنجليزية)
- روميو ساكتشيتي على موقع اللجنة الأولمبية الدولية (الإنجليزية)
- روميو ساكتشيتي على موقع أوليمبيديا (الإنجليزية)
- روميو ساكتشيتي على موقع اللجنة الأولمبية الإيطالية (الإيطالية)